# Opel Admiral
De Opel Admiral was een luxewagen, die geproduceerd werd van 1937 tot en met 1977 (in drie reeksen).

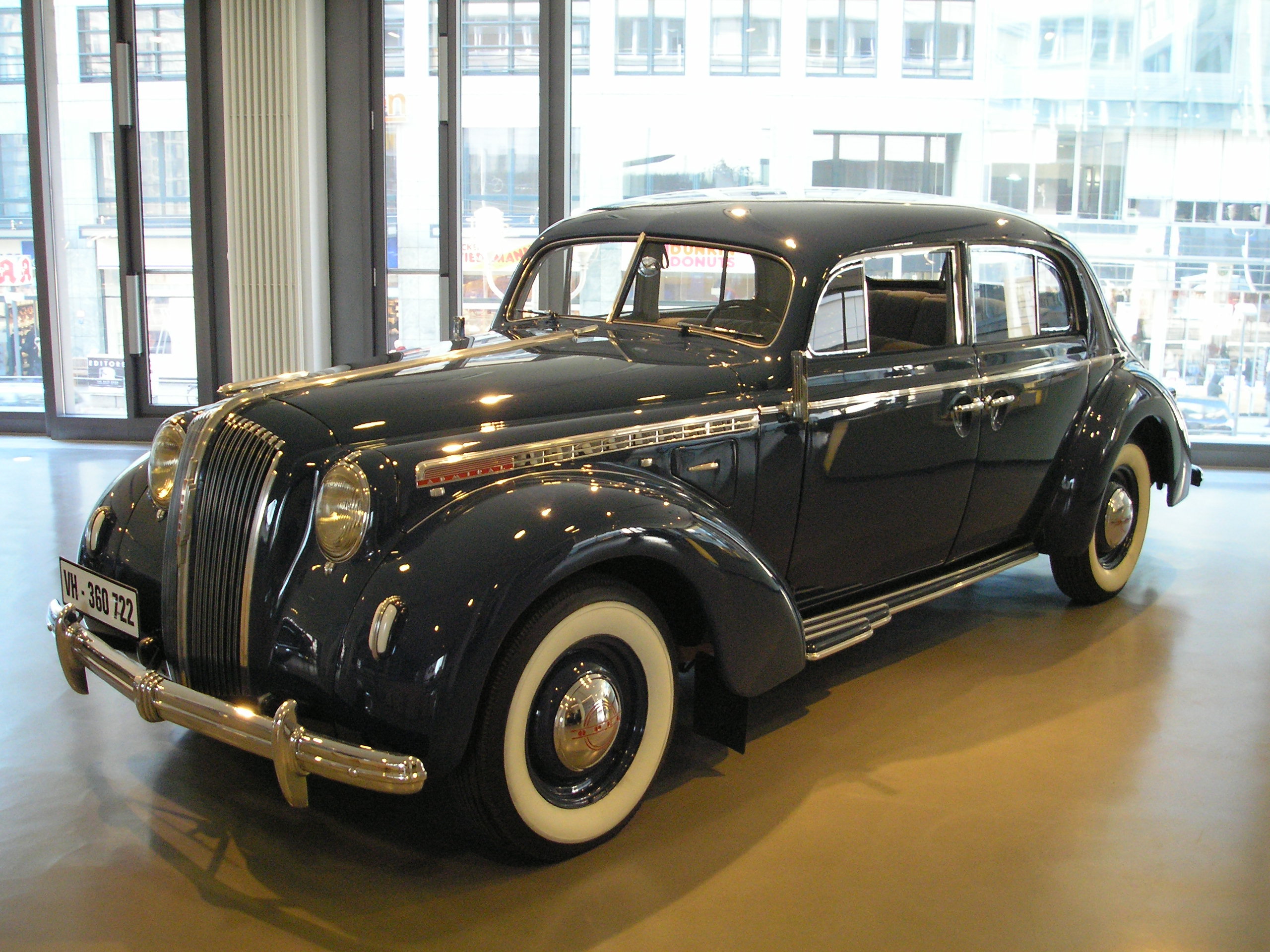
Opel Admiral 3.6

## Admiral (1937 - 1939)
De eerste Admiral werd geïntroduceerd in 1937 als middel om te kunnen concurreren tegen andere luxewagens van Horch, Mercedes-Benz en Maybach. Het model was verkrijgbaar als vierdeurs sedan of als cabriolet. De wagen was een 3,6 liter met zes-in-lijn. De topsnelheid was 132 km/h. De productie van de Admiral werd stopgezet in 1939, toen Opel begon met het produceren van oorlogsmateriaal.

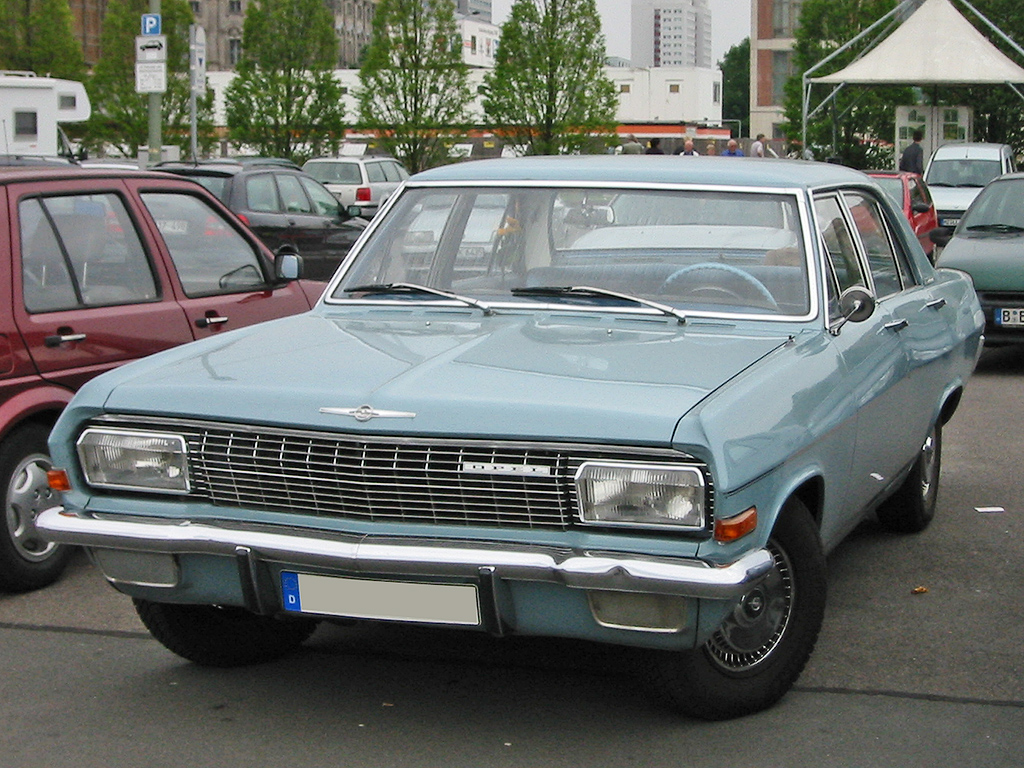
Opel Admiral A

## Admiral A (1964 - 1968)
In juni 1964 kwam Opel met de KAD-modellen (Kapitän, Admiral, Diplomat); KAD was de groepsnaam voor de drie grootste modellen van het merk; ze hadden hetzelfde  chassis en in grote lijnen dezelfde carrosserie. De Admiral was wat luxueuzer uitgevoerd dan de Kapitän maar minder luxe dan de Diplomat. De Admiral A had een 2,6 liter, zes-in-lijnmotor. De topsnelheid was 155 km/h. In 1965 werd de motor vergroot tot een 2,8 liter. Ook was toen een 4,6 liter V8 verkrijgbaar. De Diplomat Coupé werd in juli 1967 na slechts 347 geproduceerde exemplaren uit productie genomen en de overige KAD A limousine modellen werden tot november 1968 geproduceerd.

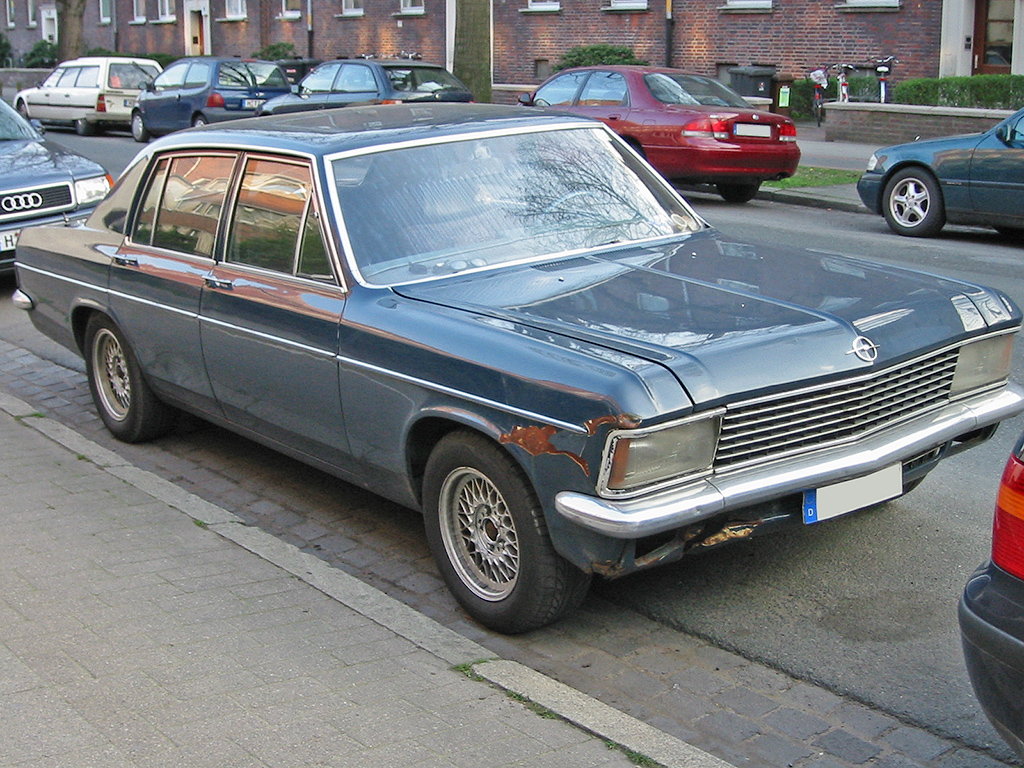
Opel Admiral B

## Admiral B (1969 - 1977)
De Admiral B was vanaf maart 1969 bij de Opel dealers verkrijgbaar, samen met een nieuwe Kapitän en Diplomat. In 1970 bleek de Kapitän een flop en nam Opel het model uit productie. De Admiral en de Diplomat bleven in productie   tot augustus 1977. De opvolger van deze drie modellen werd vanaf februari 1978 de Opel Senator.